# Swertia przewalskii
Swertia przewalskii là một loài thực vật có hoa trong họ Long đởm. Loài này được Pissjauk. miêu tả khoa học đầu tiên năm 1961.